# IHK für Rheinhessen

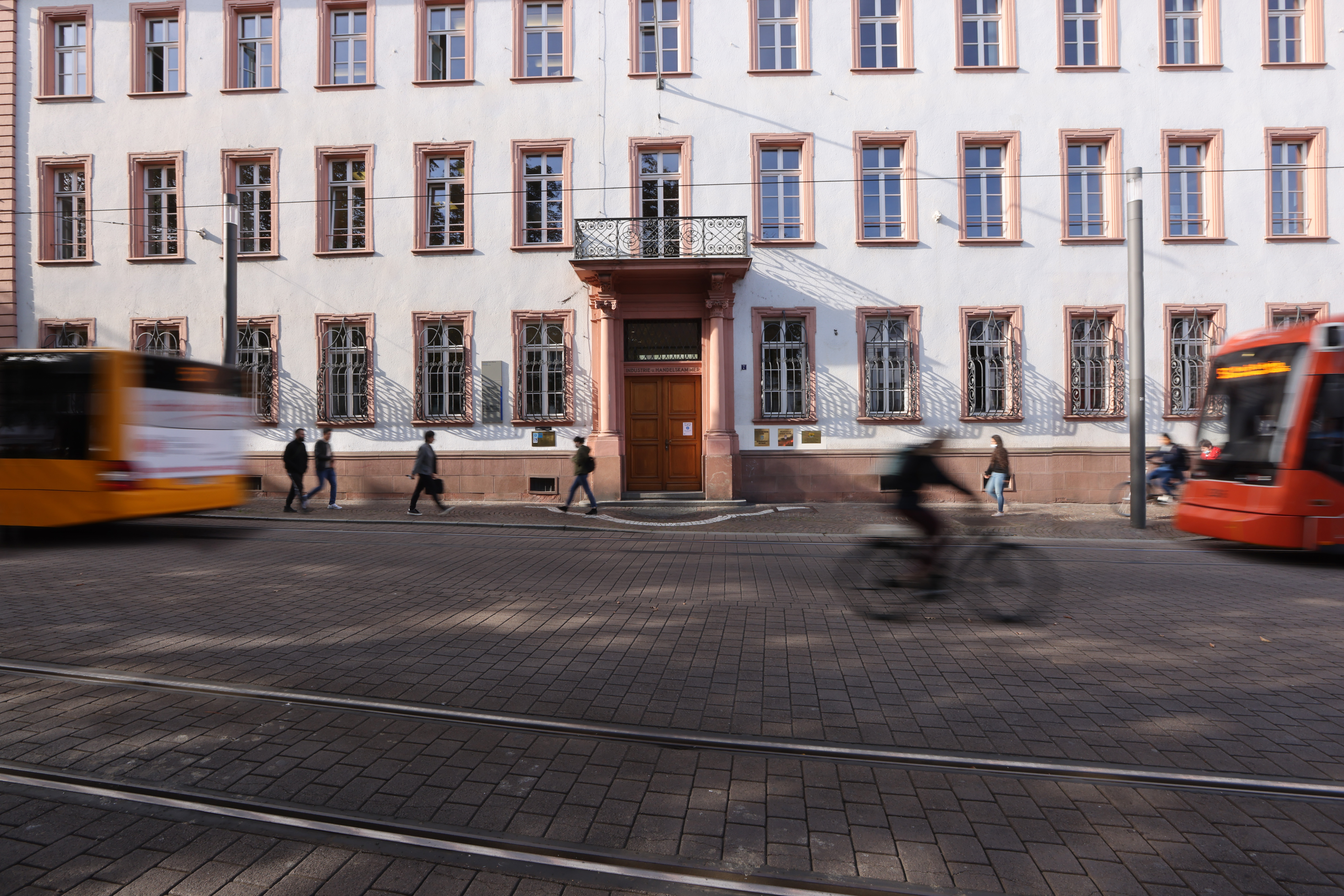
Fremdenbau des ehemaligen Weißfrauenklosters, heute Sitz der IHK für Rheinhessen

Die IHK für Rheinhessen (Industrie- und Handelskammer für Rheinhessen) ist eine Körperschaft öffentlichen Rechts mit Hauptsitz in Mainz und Dienstleistungszentren in Bingen und Worms. Ihr gesetzlicher Auftrag ist die Wahrnehmung der Gesamtinteressen der rund 42.000 Mitgliedsunternehmen in Rheinhessen und die Förderung der gewerblichen Wirtschaft unter Berücksichtigung der Interessen einzelner Gewerbezweige oder Betriebe. Der Kammerbezirk setzt sich aus den kreisfreien Städten Mainz und Worms sowie den Kreisen Mainz-Bingen und Alzey-Worms zusammen.

## Rechtsgrundlage
Die Industrie- und Handelskammern vertreten die Interessen der Wirtschaft als kritischer Partner der politischen Gremien von der Ortsgemeinde bis zur Europäischen Union und über die Außenhandelskammern auch darüber hinaus. Die IHK für Rheinhessen pflegt aufgrund der Lage in der Landeshauptstadt Mainz einen intensiven Austausch mit der Landespolitik. Darüber hinaus versteht sich die IHK als unabhängiger Dienstleister der Wirtschaft und Anwalt des Marktes.
Rechtliche Grundlage für die Arbeit der IHK ist das Gesetz zur vorläufigen Regelung des Rechts der Industrie- und Handelskammern (IHKG) aus dem Jahr 1956, das den Auftrag und den öffentlich-rechtlichen Status mit der Pflichtzugehörigkeit aller Gewerbetreibenden mit Ausnahme des Handwerks festlegt.
Gemäß dem Landesgesetz zur Ergänzung und Ausführung des Gesetzes zur vorläufigen Regelung des Rechts der Industrie- und Handelskammern von 1958 in Rheinland-Pfalz unterliegt die IHK für Rheinhessen der Aufsicht des Ministeriums für Wirtschaft, Verkehr, Landwirtschaft und Weinbau Rheinland-Pfalz.

## Die Geschichte der IHK für Rheinhessen
Die Industrie und Handelskammer für Rheinhessen wurde am 28. Januar 1798 während einer schweren Wirtschaftskrise durch die französische Stadtbehörde als „Comité de Commerce de la commune de Mayence“ gegründet. Im Gründungsjahr führte die Verlegung der französischen Zollgrenze nach Mainz zu einer Abwanderung des Transithandels auf die rechte Rheinseite. Die IHK für Rheinhessen ist nach der Industrie- und Handelskammer zu Köln die Älteste ihrer Art in Deutschland. 1881 war sie zudem Gründungsmitglied der ersten IHK-Gemeinschaft, dem Hessischen Industrie- und Handelskammertag.
Im Jahr 1802 verfasste die französische Regierung ein Konsulardekret, in dem die Aufgaben der Handelskammern festgehalten wurden. So hieß es, sie sollen unter anderem „der Regierung Ansichten über die Mittel zur Hebung des Handels unterbreiten, die Gründe über entgegenstehende Hemmnisse mitteilen“.
Nach der Einnahme des Linken Rheinufers durch die Alliierten wurde die Region von 1814 bis 1816 von der „österreichisch-baierischen gemeinschaftlichen Landes-Administrations-Commission“ verwaltet. Man sah große Potentiale für die wirtschaftliche Entwicklung. Die Stadt Mainz bekam im Zuge der Industrialisierung und des zunehmenden Verkehrs eine immer größere Bedeutung als Handelsstadt. Dabei konnte sie aufgrund vieler Versäumnisse, wie unter anderem der nicht erfolgten Modernisierung der maroden Hafenanlagen, nicht mit Köln oder Mannheim mithalten, was seitens der Handelskammer immer wieder kritisiert wurde. In den 1850er Jahren trug die IHK maßgeblich zum Ausbau der Mainzer Eisenbahninfrastruktur bei. Ein moderner Zoll- und Binnenhafen Mainz entstand erst im Zuge der Rheinregulierung mit umfangreichen Uferaufschüttungen nach den Plänen von Stadtbaumeister Eduard Kreyßig zwischen 1880 und 1887. Das Großherzoglich Hessische Handelskammergesetz von 1871 wurde für die nächsten 30 Jahre die Rechtsgrundlage der Kammer und erweiterte vor allem die Zahl der wahlberechtigten Mitglieder.
Die Geschäftsstellen in Worms und Bingen wurden zunächst als eigenständige Kammern in den Jahren 1842 (Industrie- und Handelskammer Worms) bzw. 1862 (Industrie- und Handelskammer Bingen) gegründet. Die französische Militärregierung verordnete 1946 den Zusammenschluss zur Industrie- und Handelskammer für Rheinhessen.
Unter dem totalitären Regime des Nationalsozialismus wurde die IHK als Selbstverwaltungsorganisation in den Bankrott getrieben, denn in einer Kommandowirtschaft hatte sie keinen Platz. 1943 wurde die Kammer formell aufgehoben und in die Gauwirtschaftskammer Rhein-Main integriert. Bedingt durch die Zerstörung des Gebäudes am Schillerplatz während der Luftangriffe auf Mainz konnte die IHK für Rheinhessen ihre volle Arbeit erst wieder im Jahr 1959 aufnehmen.

## Organisation

### Sitz

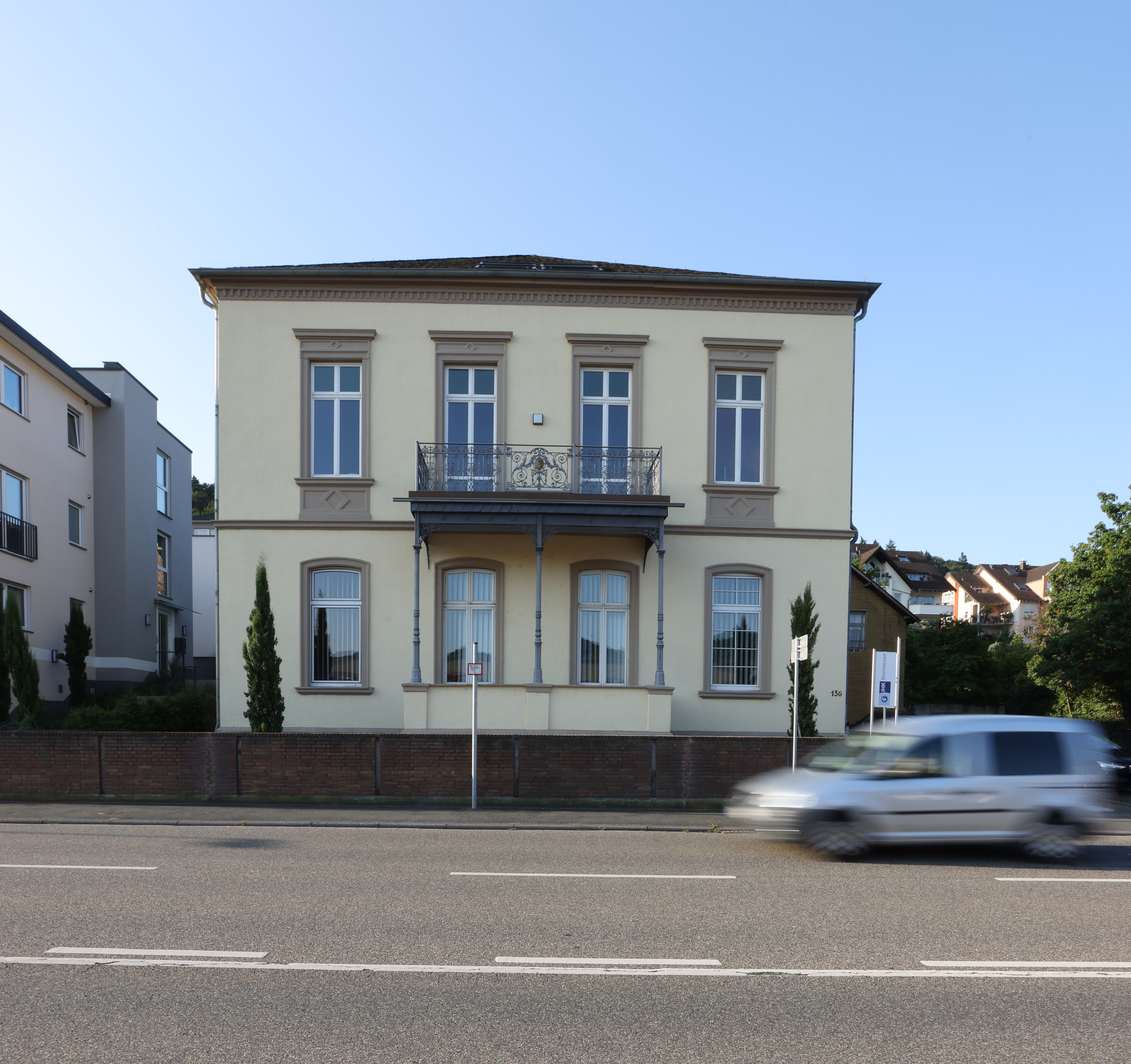
Dienstleistungszentrum Bingen der IHK für Rheinhessen

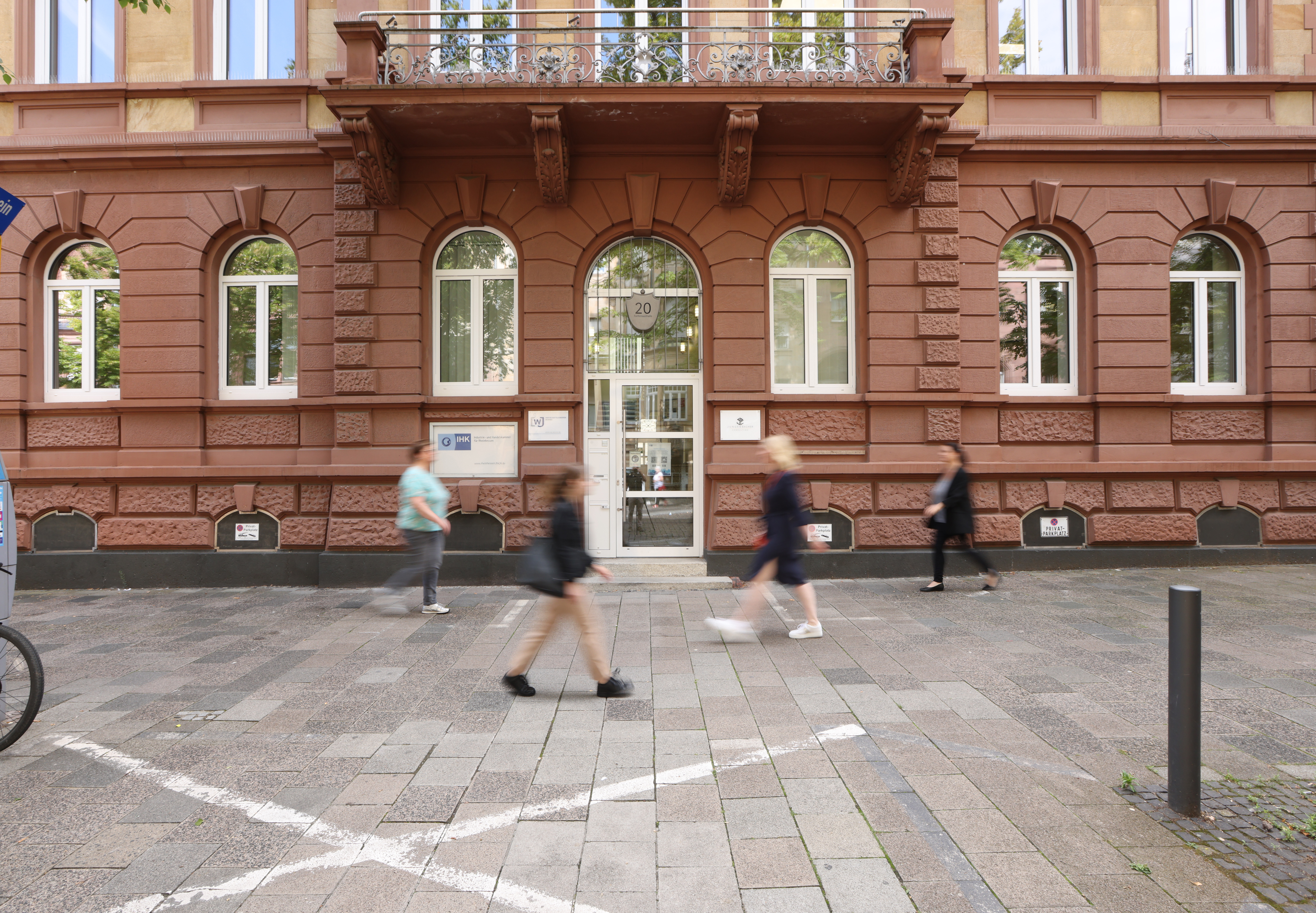
Dienstleistungszentrum Worms der IHK für Rheinhessen

Neben der Hauptgeschäftsstelle in Mainz (Schillerplatz 7) unterhält die IHK für Rheinhessen zwei Dienstleistungszentren in Bingen (Mainzer Straße 136) und Worms (Adenauerring 1).
Die IHK hat ihren Hauptsitz seit 1932 am Schillerplatz in der Mainzer Altstadt. Das Gebäude, das Gästehaus des ehemaligen Weißfrauenklosters wurde im Jahr 1718 errichtet und diente damals als Nebenbau der eigentlichen Klosterkirche. Diese wurde 1812 nach dem Verkauf an einen General abgerissen und das Gebäude wurde anschließend als Offizierskasino der österreichischen Garnison benutzt. Dabei erhielt es auch den charakteristischen Balkon über dem Haupteingang. 1863 wurde das Gebäude um ein drittes Stockwerk ergänzt.
Nach dem Verkauf an die IHK im Jahr 1931 erfolgte eine Komplettsanierung. Rund 13 Jahre später gegen Ende des Zweiten Weltkrieges wurde es vollkommen zerstört. Den Wiederaufbau des Gebäudes übernahm das rheinland-pfälzische Kultusministerium, welches auch bis 1959 in dem Gebäude untergebracht war. Danach ging das ehemalige Klostergebäude wieder an die IHK zurück. Heute prägt die IHK zwischen dem Bassenheimer Hof und dem Schönborner Hof die Gestalt des Schillerplatzes. Beide benachbarten Häuser sind heute Liegenschaften des Landesinnenministeriums. In dem Gebäude sind neben der IHK noch das Honorarkonsulat der Ukraine und Kroatiens untergebracht.

### Hauptberufliche und ehrenamtliche Mitarbeiter
Die IHK für Rheinhessen ist eine Körperschaft des öffentlichen Rechts, die sich nicht aus öffentlichen Mitteln finanziert, sondern über die Beiträge ihrer Mitgliedsunternehmen. Das ermöglicht es ihr, gegenüber der Politik und anderen Akteuren als unabhängige Organisation im Dienste der Mitgliedsunternehmen aufzutreten. In Mainz sowie in den zwei Dienstleistungszentren in Bingen und Worms arbeiten die hauptamtlichen Mitarbeiterinnen und Mitarbeiter in sechs Geschäftsbereichen: Aus- und Weiterbildung, Gründung und Förderung, International, Standort und Branchen, Recht und Steuern sowie Innovation und Umwelt. Weitere Bereiche sind die Geschäftsführung, die Kommunikation und Zentrale Dienste.
Darüber hinaus fußt die Arbeit der IHK auf dem Engagement ehrenamtlich tätiger Unternehmerinnen und Unternehmer. Aufgabe der Ehrenamtlichen ist in erster Linie die Festlegung der inhaltlichen Leitlinien. Dies geschieht in der Vollversammlung, der 53 aktive Unternehmensvertreter des Kammerbezirks angehören. Die Vollversammlung verabschiedet Positionspapiere und den Haushalt der IHK, wählt den Präsidenten, die Vizepräsidenten sowie das Präsidium aus ihrer Mitte und bestellt den Hauptgeschäftsführer. Alle fünf Jahre wird die Vollversammlung neu gewählt, die letzte konstituierende Sitzung fand am 13. Dezember 2023 statt. Die Vollversammlung setzt sich als Spiegelbild der rheinhessischen Branchen, der Regionen sowie der Unternehmensgrößen zusammen. Das Wahlrecht der IHK für Rheinhessen sieht daher feste Mandatskontingente für die zehn rheinhessischen Branchen vor. Zum Ehrenamt der IHK für Rheinhessen gehören überdies neben einem Lotsen für Unternehmensübergaben die in den Ausschüssen und Arbeitsgruppen engagierten Unternehmerinnen und Unternehmer sowie die rund 1300 Prüfer und Prüferinnen in der dualen Berufsausbildung und der Weiterbildung. In die Ausschüsse kann die Vollversammlung auch Personen berufen, die nicht der Vollversammlung angehören.

### Mitgliedschaft in IHK-Netzwerken
Die IHK für Rheinhessen ist Teil des Netzwerkes der IHK-Organisation mit 79 eigenständigen IHKs in Deutschland. Die Dachorganisation ist die Deutsche Industrie- und Handelskammer (DIHK) mit Sitz in Berlin. Die außenwirtschaftlichen Beziehungen der deutschen Unternehmen fördern in weltweit 93 Ländern an 150 Standorten die Auslandshandelskammern, Delegiertenbüros und Repräsentanzen der deutschen Wirtschaft. Mit den drei weiteren rheinland-pfälzischen Industrie- und Handelskammern in Koblenz, Trier und Ludwigshafen hat sich die IHK für Rheinhessen zur IHK-Arbeitsgemeinschaft Rheinland-Pfalz zusammengeschlossen, um bezirksübergreifende Fragen gemeinsam zu lösen. Hierzu gehören vor allem die Stellungnahmen zu wirtschaftspolitischen Fragen gegenüber der rheinland-pfälzischen Landespolitik. Ferner existiert eine Arbeitsgemeinschaft der vier rheinland-pfälzischen IHKs mit der Industrie- und Handelskammer des Saarlandes.

## Geschäftsbereiche

### Aus- und Weiterbildung
Zu den Kernaufgaben dieses Geschäftsbereichs gehört die Hilfe beim Einstieg in die Ausbildung, bei der Suche nach Auszubildenden durch die IHK-Lehrstellenbörse und zusätzlich die IHK-Praktikumsbörse im Internet, die Überprüfung der Ausbildungseignung von Betrieben und Ausbildern, sowie die Organisation von Zwischen- und Abschlussprüfungen für Auszubildende und die Weiterbildungsprüfungen. Die IHK berät anbieterneutral zur beruflichen Weiterbildung. Jedes Jahr führt die IHK für Rheinhessen rund 2000 Ausbildungsabschlussprüfungen mit ehrenamtlichen Prüfern durch.

### Gründung und Förderung
Im Rahmen des Projektes Starterzentren Rheinland-Pfalz geben die Mitarbeitenden dieses Geschäftsbereichs Auskunft bei Fragen zu den Themen Existenzgründung, staatliche Förderung, Finanzierung, Steuern und bei Rechtsfragen. Die Auskunft erfolgt in Seminaren oder persönlichen Gesprächen. Darüber hinaus bietet die IHK Rechtsanwalts-, Steuerberater- und Patentanwaltssprechstunden an, gibt Stellungnahmen zu staatlichen Förderprogrammen ab und führt Gewerbean- und -abmeldungen durch.

### International
Die Mitarbeitenden im Geschäftsbereich International der IHK für Rheinhessen beglaubigen Ursprungszeugnisse, Handelsrechnungen und andere Außenhandelsdokumente. Die IHK berät in Zusammenarbeit mit dem weltweiten Netzwerk der Auslandshandelskammern zu nahezu allen Zielmärkten und vermittelt internationale Kontakte. Darüber hinaus organisiert die IHK häufig Informationstage für Unternehmen, bei denen Länder und internationale Märkte hinsichtlich möglicher Auslandsinvestitionen vorgestellt werden.

### Standort und Branchen
Wirtschaftsfreundliche Rahmenbedingungen zu schaffen, ist das Ziel des Geschäftsbereichs Standort und Branchen. Die Mitarbeitenden dieses Geschäftsbereichs geben Stellungnahmen ab zu Flächennutzungs- und Bebauungsplänen und setzen sich für eine wirtschaftsfreundliche Infrastruktur ein. Mit Konjunkturumfragen und anderen Standortuntersuchungen – etwa zur Branchenstruktur und -entwicklung, dem regionalen Fachkräftebedarf und zur Demografie – schaffen sie die Grundlagen für die wirtschafts- und regionalpolitische Positionierung der IHK für Rheinhessen.

### Recht und Steuern
Der Bereich Recht und Steuern der IHK für Rheinhessen unterstützt die Mitglieder in Rechtsfragen, beispielsweise im Arbeits-, Wettbewerbs-, Gesellschafts-, Patent- oder Gewerberecht, beim Datenschutz oder Internetrecht. Eine weitere wichtige Aufgabe ist die öffentliche Bestellung und Vereidigung von Sachverständigen sowie deren Benennung für Gerichte, Firmen und Privatpersonen. Die Mitarbeitenden des Geschäftsbereiches unterstützen auch bei der Gründung genehmigungspflichtiger Gewerbe, wie etwa bei der Besorgung einer Konzession.

### Innovation und Umwelt
Die Mitarbeitenden dieses Geschäftsbereichs informieren die Mitgliedsunternehmen zu neuen technischen Verfahren oder Managementmethoden, unterstützen bei der Zusammenarbeit zwischen Unternehmen und Forschungseinrichtungen in Technologienetzwerken, helfen beim Technologietransfer und dem Zugang zu Hochschulabsolventen. Sie unterstützen Unternehmen bei umweltrechtlichen Genehmigungsverfahren und beraten zum Kreislaufwirtschaftsgesetz oder zur Energieeffizienz. Sie verstehen sich in den Bereichen Innovation, Umwelt und Energie als Berater staatlicher Stellen und der Politik im Interesse der regionalen Wirtschaft.

## Persönlichkeiten

### Präsidenten
- seit 2023: Marcus Walden
- 2021–2023: Peter Hähner
- 2013–2021: Engelbert J. Günster
- 1998–2013: Harald Augter
- 1988–1998: Kraft Waentig
- 1977–1988: Reinhardt L. Jagdt
- 1958–1977: Walter Kalkhof-Rose
- 1950–1957: Albert Kirnberger
- 1946–1949: Paul Harnischmacher
- 1945–1946: Adam Krautkrämer
- 1945: Pricken
- 1944–1945: Direktor Köhres
- 1938–1944: Walter Dyckerhoff
- 1933–1938: Rudolf Scholz
- 1933: Otto Jung
- 1931–1933: Ludwig Meyer
- 1927–1931: Christian Scholz
- 1908–1926: Geh. Kom.-Rat Franz Bamberger
- 1906–1907: Otto Gastell
- 1880–1905: Stefan Karl Michel
- 1872–1879: Ludwig Reuleaux
- 1853–1871: Christian Ludwig Lauteren
- 1849–1853: Johann Jacob d’Avis
- 1845–1849: Johann Adam Heidelberger
- 1835–1845: Heinrich Daniel Staedel
- 1830–1835: Johann Jacob Röder
- 1823–1830: Johann Maria Kertell
- 1819–1822: Georg Ludwig Kayser
- 1803–1819: Heinrich von Mappes

### Hauptgeschäftsführung
- seit 2024: Karina Szwede
- 2014–2024: Günter Jertz
- 1997–2014: Richard Patzke
- 1983–1997: Ernst Thöne
- 1960–1983: Wolfgang von Holt
- 1945–1959: Hans Charissé
- 1941–1945: Jakob F. Brühl (gemeinsam mit Walter Strauch)
- 1938–1945: Walter Strauch
- 1926–1937: Hans Charissé
- 1905–1925: Paul Meesmann
- 1879–1905: Gustav Dittmar
- 1875–1879: Friedrich Deisler
- 1872–1874: Julius Schulze
- 1864–1871: Carl Lambinet
- 1861–1864: Carl Jung
- 1854–1861: Georg Schierges
- 1821–1854: Jakob Johann Sieglitz
- 1803–1821: Philipp Hadamar

### Andere
- Heinrich Daniel Städel, Vizepräsident der Handelskammer Mainz ab 1835

## Besonderheiten der IHK für Rheinhessen
Rund 98 Prozent der Mitgliedsunternehmen gehören dem Mittelstand an. Die größten Mitgliedsunternehmen nach Zahl der Angestellten in Rheinhessen sind Boehringer Ingelheim, die Universitätsmedizin der Johannes Gutenberg-Universität, das ZDF und SCHOTT AG.
Als erste Industrie- und Handelskammer bundesweit veranstaltet die IHK für Rheinhessen ein Azubi-Festival, zu dem alle Auszubildenden in den der IHK angehörigen Betrieben eingeladen werden. Das jährliche Festival im Mainzer ZDF-Fernsehgarten ist nach wie vor das größte seiner Art. Mit dem „Jahresempfang der Wirtschaft“ veranstaltet die IHK für Rheinhessen seit 2000 mit 13 weiteren Kammern der Wirtschaft, des Handwerks, der Freien Berufe und der Landwirtschaft jährlich in Mainz den größten Neujahrsempfang der regionalen Wirtschaft in Deutschland mit Spitzenvertretern der Bundespolitik. Die IHK-Zeitschrift „Report“ erscheint viermal jährlich und wird den Mitgliedsunternehmen kostenlos zur Verfügung gestellt. Sie findet sich außerdem auf der Website der IHK zum Download.

## Belege
1. ↑  "Website der IHK für Rheinhessen" Abgerufen am 20. Dezember 2023
2. ↑  Manfred Erdmann: Die verfassungspolitische Funktion der Wirtschaftsverbände in Deutschland 1815-1871. Duncker & Humblot, 1968, ISSN 0561-2918, S. 100.
3. ↑  Auf Beschluss des Innenministers Jean-Antoine Chaptal vom 3 nivôse des Jahres IX (23 Dezember 1802) als Chambre de Commerce gegründet
4. ↑  Amtsblatt der K.K.-Österreichischen und K.-Baierischen Gemeinschaftlichen Landes-Administrations-Commission zu Kreuznach, 1816, S. 368 (Online)
5. ↑  "Klosterlexikon Rheinland-Pfalz". Weißfrauenkloster (Mainz). Abgerufen am 10. August 2015.
6. ↑  "Schillerplatz Mainz". Abgerufen am 10. August 2015.
7. ↑  "Die größten Arbeitgeber in Rheinland-Pfalz" Abgerufen am 17. September 2019
8. ↑  "Website der IHK für Rheinhessen" Abgerufen am 10. August 2015

Koordinaten: 49° 59′ 54,6″ N, 8° 16′ 1,1″ O